# Überlingen Therme
Überlingen-Therme – stacja kolejowa Überlingen, w kraju związkowym Badenia-Wirtembergia, w Niemczech. Stacja zlokalizowana jest przy Bahnhofstraße, nad Jeziorem Bodeńskim, w okolicy term.
| Überlingen-Therme         |  |                              |
| Linia Bodenseegürtel      |  |                              |
| Sipplingenodległość: 5 km |  | Überlingen odległość: 2,5 km |